# Каффеклуббен
Каффеклуббен (дат. Kaffeklubben Ø — досл. «остров Кофейного клуба»; гренл. Inuit Qeqertaat) — маленький островок в Северном Ледовитом океане, близ северного побережья Гренландии, к востоку от мыса Моррис-Джесуп.

## География
Островок представляет собой узкую полоску суши длиной около 700 м; максимальная высота — около 30 м над уровнем моря. Каффеклуббен — самая северная суша Земли; находится в 707 км от Северного полюса.
На острове имеется одноимённое пресное озеро, являющееся самым северным озером (и пресноводным водоёмом вообще) на Земле. Оно образовалось примерно 3,5 тысячи лет назад, когда отступающий ледник формировал рельеф равнинного побережья Гренландии. Озеро небольшое, глубина его — около 14 м.

## История
Впервые островок увидел известный полярный исследователь Роберт Пири в 1900 году. Первая высадка на остров зарегистрирована в 1921 году, когда датский исследователь Лауге Кох сумел высадиться на этом клочке земли; он и назвал его в честь кафе в Геологическом музее Копенгагена.

## Биология
Несмотря на суровый климат, на острове растут не только мохообразные (мхи, печёночники) и лишайники, но и как минимум два вида цветковых растений — мак полярный и камнеломка супротивнолистная.
В пресноводном озере на острове обитают микроскопические водоросли — диатомеи. В исследовании, проведённом Бьянкой Перрен и её коллегами из Университета Франш-Конте в Безансоне (Франция), исследовались донные отложения. Обнаружилось, что диатомеи населяли озеро практически со времени его образования около 3,5 тыс. лет назад. С наступлением нового периода похолодания их популяция постепенно сокращалась, и около 2,4 тыс. лет назад, будучи неспособными выжить при отсутствии солнечного света под толстым слоем льда, они полностью исчезли из озера. В результате потепления климата, происходящего приблизительно с начала XX века, ледяной покров озера стал тоньше, и к 1960-м годам диатомеи вновь появились в озере. На время исследования в водоеме насчитывалось уже более 20 видов одноклеточных водорослей.